# Anne-Marie Schneider
Anne-Marie Schneider (* 1962 in Chauny, Picardie) ist eine französische Malerin und Grafikerin, die in Paris lebt.

## Werk
Anne-Marie Schneiders Arbeit ist oft autobiografisch, zeugt von einer Faszination für alltägliche Situationen, kommentiert Alltagserfahrungen, Literatur, politische Ereignisse und Medienbilder. Persönliches und Politisches geht Hand in Hand. Die durchgezogene Linie ist eines ihrer Ausdrucksmittel. Schneiders reduzierte Bilder haben oft die Unmittelbarkeit von Cartoons. Schneiders Zeichnungen sind oft gleichzeitig tragisch und absurd. Mit sanftem Spott fordert sie Konventionen und die Erwartungen jedes Einzelnen heraus.

## Ausstellungen (Auswahl)

### Einzelausstellungen
- 2008: Oeuvres Graphiques: 1997–2007, Musée d’art moderne de la Ville de Paris, Paris
- 2010: Jambes Longues, Museum Het Domein, Sittard

### Gruppenausstellungen
- 1995: Drawing Center, New York
- 1996: Des gens comme il faut, Fundació Joan Miró, Barcelona
- 1997: documenta X, Kassel
- 1998: Tu parles / J’écoute, Städtisches Kunstmuseum Taipeh, Taipei
- 2001: The Beauty of Intimacy, Lens and Paper, Staatliche Kunsthalle Baden-Baden
- 2003: Not always the same, Erster Teil: Hammer Sidi, London – Zweiter Teil: Mjellby Art Museum, Halmstad
- 2003: Dialogues, Centre régional d'art contemporain Occitanie, Sète
- 2004: Etrangement proche, Saarlandmuseum, Saarbrücken
- 2004: Corps figurés, Fonds régional d'art contemporain de Normandie-Rouen, Sotteville-lès-Rouen